# قادر شریف
قادر شریف یکی از پنج رهبری (همراه با محمد امین سراجی، ملااحمد شلماشی(ملا آواره)، اسماعیل شریف‌زاده و سلیمان معینی) است که در تابستان ۱۳۴۲ کمیته بازسازی حزب دمکرات کردستان را در مقابل رهبری احمد توفیق تشکیل داد. نام اصلی وی «هاشم ئه‌قه‌له‌تولاب» (هاشم اقل الطلاب) بود و او را هاشم فقیه صالحی و «مام سلیمان» هم صدا می‌زدند.
پس از ضربات پی در پی ساواک به جنبش مسلحانه در کردستانِ ایران ـ پیشمرگه‌ها در پیِ جنگ و گریز، در منطقه کردستانِ عراق جمع شده بودند. قادر شریف که گرایش چپ هم داشت، خود را به روستای «بکره جو» (نزدیک سلیمانیه)، رساند. او در این‌زمان به کمک جلال طالبانی، به جمع و جور کردن پیشمرگان پرداخت. سال ۱۳۴۷ که قادر شریف به روستاهای سیاهومه و آلوت (در بانه) رفته بود، روستائیان گروه گروه به دیدارش رفتند. او و رزمندگان همراهش در مسجد روستای آلوت مستقر بودند.
او بارها در تور ساواک قرار گرفت اما جان به در برد.سر انجام سال ۱۳۴۸ در سلیمانیه به سویش نارنجک پرتاب کردند و کشته شد.